# 天江四
蛇夫座44，又名CD-2413337，HD 157792、SAO 185401、HR 6486，是蛇夫座的一颗恒星，视星等为4.17，位于銀經1.71，銀緯6.19，其B1900.0坐标为赤經17h 20m 15.7s，赤緯-24° 6.19′ 0″。